# Арон, Герман

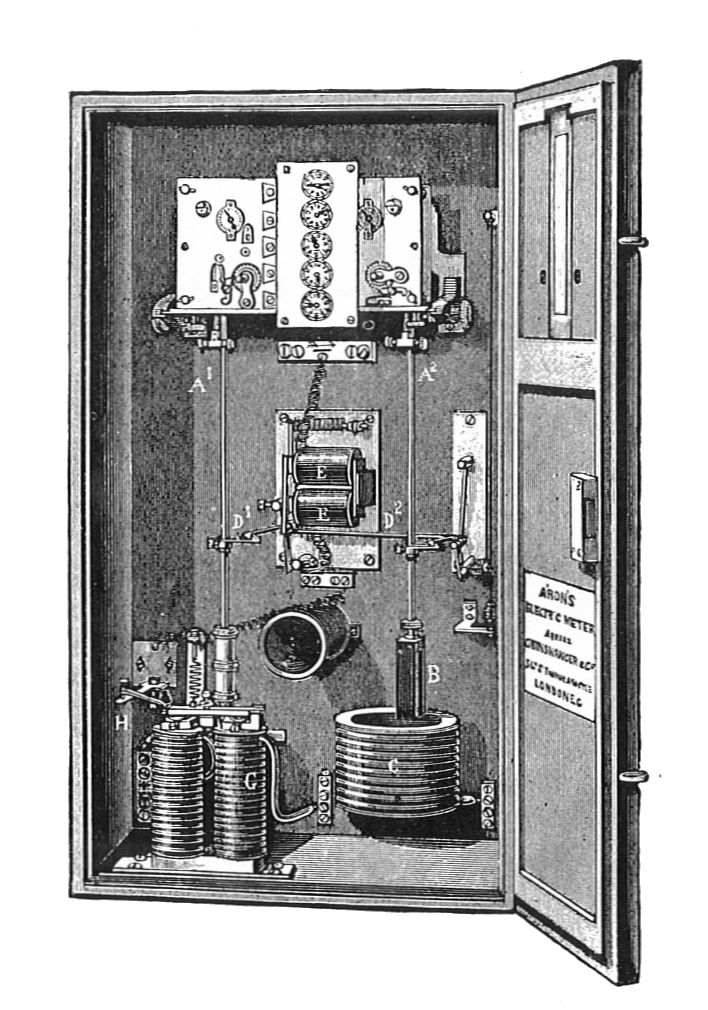
Электросчетчик Германа Арона, Великобритания, 1888

Герман Арон (1 октября 1845 — 29 августа 1913) — немецкий учёный и исследователь в области физики электротехники.
Родился в Кемпно в семье синагогального кантора. Его семья чаяла в нем еврейского писца, но в 1862 году богатые родственники дали ему возможность посещать среднюю школу в Кёльне, а после успешно заканчивает гимназию и начинает обучение медицине в университете Берлина, однако после 3 семестра переходит на факультет математически—естественных наук.
С 1870 Германн Арон учился в Гейдельбергском университете, у ученых в области физики, таких как Герман фон Гельмгольц и Густав Роберт Кирхгоф. Получил степень доктора наук в Берлине в 1873 и стал ассистентом физической лаборатории торговли академии (нем. Gewerbeakademie).
Преподавал в Берлинском университете, где стал профессором физики. Умер и похоронен в Берлине.

## Счетчики электроэнергии
В 1883 году Германн Арон запатентовал «Pendelzähler» — первый точный счетчик ватт-часов.